# Dauerbrandofen

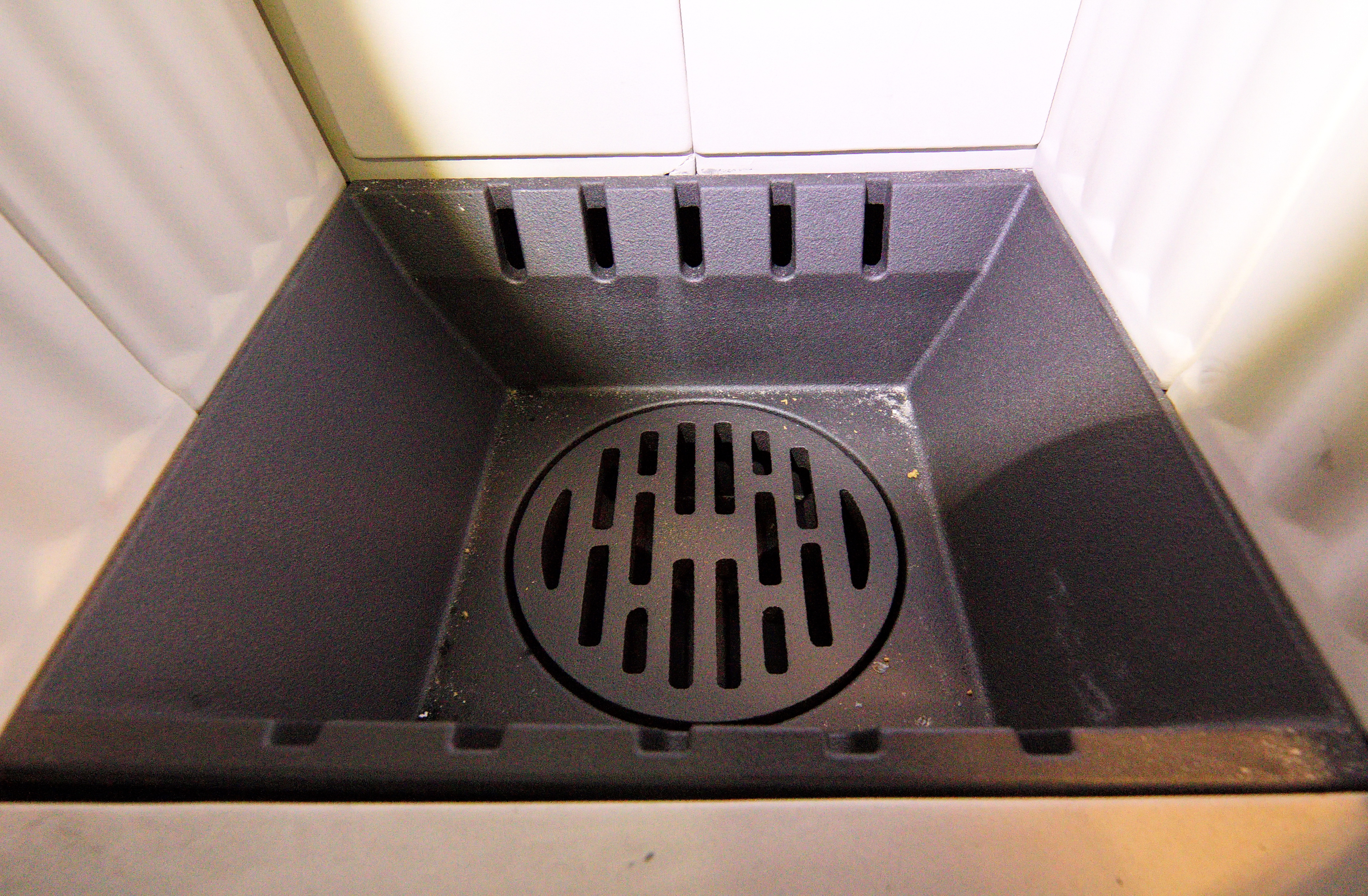
Gussmulde im Feuerraum eines modernen Dauerbrandofen

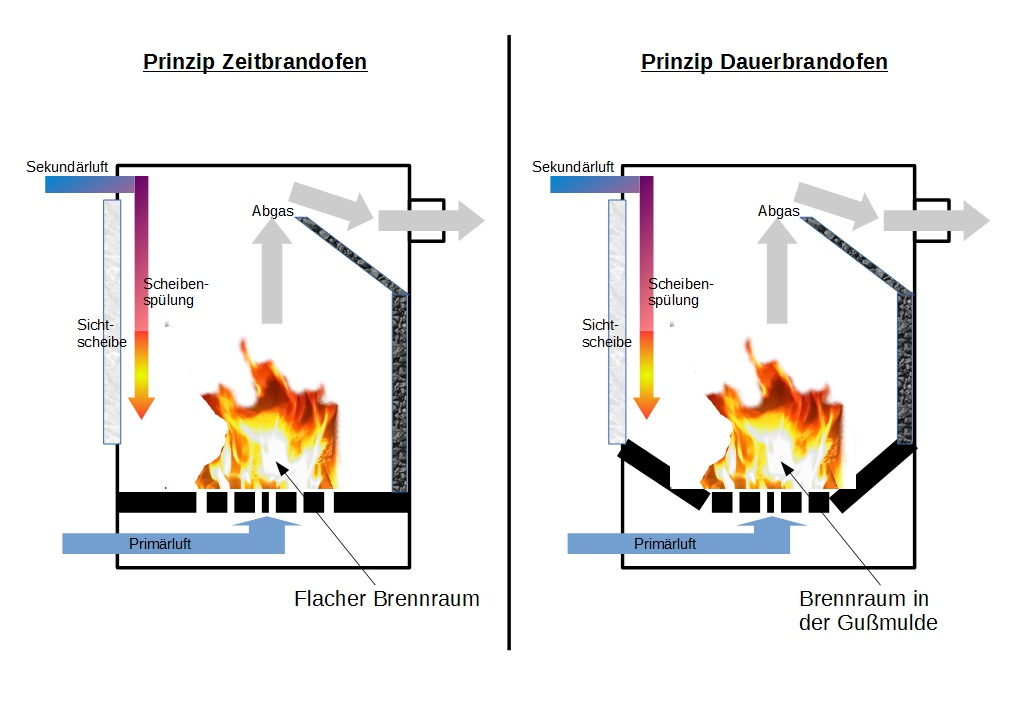
Gegenüberstellung des Arbeitsprinzips eines Zeitbrand- bzw. Dauerbrandofens

Der Dauerbrandofen oder Dauerbrenner ist nach DIN EN 13240 eine Feuerstätte für feste Brennstoffe, die mit dem Brennstoff Scheitholz einen Abbrand mindestens 90 Minuten halten kann sowie mit einem mineralischen Brennstoff wie Braunkohlebrikett mindestens 240 Minuten andauern lässt.

## Funktion
Ein Dauerbrandofen ist im Gegensatz zum Zeitbrandofen für den Abbrand von Kohle optimiert, kann jedoch auch mit Brennholz betrieben werden. 
Zu erkennen ist die Dauerbrandfähigkeit an der Gestaltung des Feuerraumes. Im Boden des Brennraumes befindet sich eine Gussmulde, in der die Kohle optimal nachrutschen und abbrennen kann. Der Ofen kann prinzipiell wie der Zeitbrandofen ohne weiteres im Dauerbetrieb rund um die Uhr arbeiten. 

## Geschichte
Anordnungen unter Pfalzgraf Karl IV. aus dem Jahr 1772 dienten auch der Brandverhütung im Zusammenhang mit häuslichen Feuerstätten. Nach gleichzeitigen Bauvorschriften durften keine Holzschornsteine mehr errichtet, keine hölzernen Schläuche mehr eingebaut werden, die den Rauch der Feuerstätte zum Kamin zu leiten hatten, wie es auch untersagt wurde, Ofenrohre zum Fenster hinauszuführen.